# Zenarchopterus ornithocephala
Zenarchopterus ornithocephala är en fiskart som beskrevs av Collette, 1985. Zenarchopterus ornithocephala ingår i släktet Zenarchopterus och familjen Hemiramphidae. Inga underarter finns listade i Catalogue of Life.